# Emeopedopsis laosensis
Emeopedopsis laosensis là một loài bọ cánh cứng trong họ Cerambycidae.